# Monocentrota lundstroemi
Monocentrota lundstroemi is een muggensoort uit de familie van de Keroplatidae. De wetenschappelijke naam van de soort is voor het eerst geldig gepubliceerd in 1925 door Edwards.